# ده نو (ميانكوه)
ده نو (بالفارسية: ده نو) هي قرية تقع في إيران في Miankuh Rural District. يقدر عدد سكانها بـ 132 نسمة .